# Viktoria Voigt
Viktoria Voigt (* 1970) ist eine deutsche Schauspielerin, Synchronsprecherin und Drehbuchautorin.

## Leben
Viktoria Voigt wirkte in einer Vielzahl von Fernsehproduktionen als Schauspielerin mit. Bekannt wurde sie durch die Fernsehserie Gute Zeiten, schlechte Zeiten, in der sie 1992 die Rolle Denise Köhler verkörperte. 1994 hatte sie eine Nebenrolle in der Fernsehserie Immenhof. 2005 bis 2009 arbeitete sie noch einmal für Gute Zeiten, schlechte Zeiten, danach als Drehbuchautorin und später als Story Editor. Seit 2010 führt sie diesen Beruf in der Seifenoper Alles was zählt aus.

## Filmographie

### Film und Fernsehen
- 1992: Gute Zeiten, schlechte Zeiten
- 1994: Immenhof
- 1994: Dem Täter auf der Spur
- 1995: Traumtänzer
- 1999: Auf den Spuren der Zeit
- 1999–2002: Teletubbies (Synchronsprecherin)
- 2000: Versteckte Kamera
- 2004: Der junge Mann

### Drehbuchautorin
- 2002: Und die Braut wusste von nichts
- 2004: SOKO 5113
- 2005–2009: Gute Zeiten, schlechte Zeiten
- Seit 2010: Alles was zählt

## Synchronrollen (Auswahl)

### Filme
- 2000: Unter falschem Verdacht – Serene Begum als Kenna Box
- 2001: Ein Jackpot für Helene – Ditte Karina Nielsen als Britt
- 2001: Schrei wenn Du kannst – Katherine Heigl als Shelley Fisher
- 2004: Breaking Dawn – Sarah–Jane Potts als Anna
- 2005: Romy und Michele: Hollywood, wir kommen! – Alexandra Breckenridge als Michele Weinberger
- 2007: Winx Club – Das Geheimnis des verlorenen Königreichs – Ilaria Latini als Amore

### Serien
- 1996–2001: Hinterm Mond gleich links – Danielle Nicolet als Caryn
- 2001–2002: Felicity – Keri Russell als Felicity Porter
- 2005–2007: CSI: Miami – Boti Bliss als Maxine Valera (1. Stimme)
- 2006–2008: Navy CIS – Stephanie Mello als Cynthia Sumner
- 2006–2009: Winx Club – Hynden Walch als Amore